# Деценија (албум Цеце)
Деценија је једанаести студијски албум Светлане Цеце Ражнатовић који је издат за Grand Production и City Records 15. октобра 2001.

## О албуму
Након дуже паузе у каријери услед породичне трагедије Цеца се на сцену враћа на велика врата и својим обожаваоцима који су жељно ишчекивали њен повратак поклања нови албум који многи, након свих трагичних дешавања називају албумом Цецине каријере. Симоболично назван Деценија био је проткан скривеном тугом и болом, са песмама које су откривале душу напаћене жене и оне које су позивале на радост, наду и усхићење. Драгане мој је песма која се посебно повезује са Цециним покојним супругом, пошто је публика осетила емотивни набој који је Цеца испољила у тој песми, а све остале попут насловне нумере Деценија, Забрањени град, Задржаћу право су такође у себи носиле неку симболику и повезаност са Цецином трагедијом. Ни овај албум није прошао без музичког помака, тако да се Цеца, по први пут, представља и у неком другом музичком правцу у песми 39.2, која је у техно фазону са врло необичним текстом.
Албум је продат у тиражу од 550 000 примерака.

## Списак песама
На албуму се налазе следеће песме:
| Бр. | Назив          | Текст                                                   | Музика                        | Аранжман                                                                               | Трајање |
| --- | -------------- | ------------------------------------------------------- | ----------------------------- | -------------------------------------------------------------------------------------- | ------- |
| 1.  | Забрањени град | Александар Милић, Марина Туцаковић, Љиљана Јорговановић | Александар Милић              | Александар Милић, Ђорђе Јанковић, Драган Ковачевић, Драган Ивановић, Марко Миливојевић | 04:45   |
| 2.  | Брже, брже     | Марина Туцаковић, Љиљана Јорговановић                   | Александар Милић              | Александар Милић, Ђорђе Јанковић, Драган Ковачевић, Драган Ивановић, Марко Миливојевић | 03:40   |
| 3.  | 39.2           | Марина Туцаковић, Љиљана Јорговановић                   | Александар Милић              | Александар Милић, Ђорђе Јанковић, Драган Ковачевић, Драган Ивановић, Марко Миливојевић | 04:53   |
| 4.  | Драгане мој    | Марина Туцаковић, Љиљана Јорговановић, Добринко Попић   | Добринко Попић                | Александар Милић, Ђорђе Јанковић, Драган Ковачевић, Драган Ивановић, Марко Миливојевић | 03:49   |
| 5.  | Задржаћу право | Марина Туцаковић, Љиљана Јорговановић                   | Akin Ertubey                  | Александар Милић, Ђорђе Јанковић, Драган Ковачевић, Драган Ивановић, Марко Миливојевић | 04:10   |
| 6.  | Брука          | Марина Туцаковић, Љиљана Јорговановић                   | Александар Милић              | Александар Милић, Ђорђе Јанковић, Драган Ковачевић, Драган Ивановић, Марко Миливојевић | 03:18   |
| 7.  | Батали         | Марина Туцаковић, Љиљана Јорговановић                   | Александар Милић              | Александар Милић, Ђорђе Јанковић, Драган Ковачевић, Драган Ивановић, Марко Миливојевић | 03:53   |
| 8.  | Деценија       | Марина Туцаковић, Љиљана Јорговановић                   | Александар Милић              | Александар Милић, Ђорђе Јанковић, Драган Ковачевић, Драган Ивановић, Марко Миливојевић | 04:35   |
| 9.  | Тачно је       | Марина Туцаковић, Љиљана Јорговановић                   | Evangelos Tassopoulos Phoebus | Александар Милић, Ђорђе Јанковић, Драган Ковачевић, Драган Ивановић, Марко Миливојевић | 04:34   |
| 10. | Немој ми прићи | Марина Туцаковић, Љиљана Јорговановић                   | Добринко Попић                | Александар Милић, Ђорђе Јанковић, Драган Ковачевић, Драган Ивановић, Марко Миливојевић | 04:54   |

## Информације о албуму
- Продуцент: Александар Милић
- Копродуцент: Ђорђе Јанковић
- Бузуки: Иван Максимовић
- Клавијатуре и хармонике: Драган Ковачевић
- Клавијатуре: ДрагАн Ивановић
- Бас: ДрагАн Ивановић
- Акустичне гитаре: ДрагАн Ивановић
- Електричне гитаре: Ненад Гајин, ДрагАн Ивановић, Иван Максимовић
- Саксофон, кларинет, фагот: Ивица Мит
- Трубе: Драганчо Ристевски
- Бубњеви:Марко Миливојевић
- Перкусије: ДрагАн Ивановић
- Пратећи вокали: Ивана Ћосић, Александар Милић, Александар Радуловић, Драган Ковачевић
- Микс: Ђорђе Јанковић, Драган Вукићевић
- Снимано и миксано: Студио "Lucky Sound" 2001
- Фото: Дејан Милићевић
- Шминка: Драган Вурдеља
- Стајлинг: Ненад Тодоровић
- Фризура: Иван Вачки
- Фото дизајн: Иван Милијић, Дејан Милићевић
- Дизајн: Драган ШухАРТ
- Главни и одговорни уредник: Александар Поповић

## Обраде
- 5. Задржаћу право (оригинал: Candan Ercetin - Elbette - 2000)
- 9. Тачно је (оригинал: Despina Vandi - Klinome - 1999)

## Спотови
- Забрањени град
- 39.2
- Драгане мој
- Брука